# Santa Maria (Río Grande del Sur)
Santa Maria (o Santa Maria da Boca do Monte, como también es conocido por ubicarse en una región rodeada por montes originados por un derramamiento basáltico ocurrido en el Pleistoceno) es un municipio brasileño del Estado de Río Grande del Sur.

## Historia
La ciudad fue fundada a partir de los campamentos de las comisiones de tropas españolas y portuguesas demarcadoras de límites en la Banda Oriental y las Misiones Orientales, el año fundacional que se considera es el de 1797. 
Durante la Revolución Farroupilha ("Revuelta de los Harapientos"), es decir durante la República Riograndense llegaron los primeros inmigrantes alemanes provenientes de São Leopoldo, búscando apartarse de los combates y creando Vila Belga en la actual Santa María.

La ciudad conserva predios y edificios de valor histórico como la Catedral de Nossa Senhora da Conceição, el Teatro Treze de mayo, la Catedral del Mediador de la Iglesia Episcopal Anglicana del Brasil, el Club de Viajantes (Clube Caixeral), el Banco Nacional de Comercio, la Sociedad Unión secretario de Viajeros y Ciudad Belga.

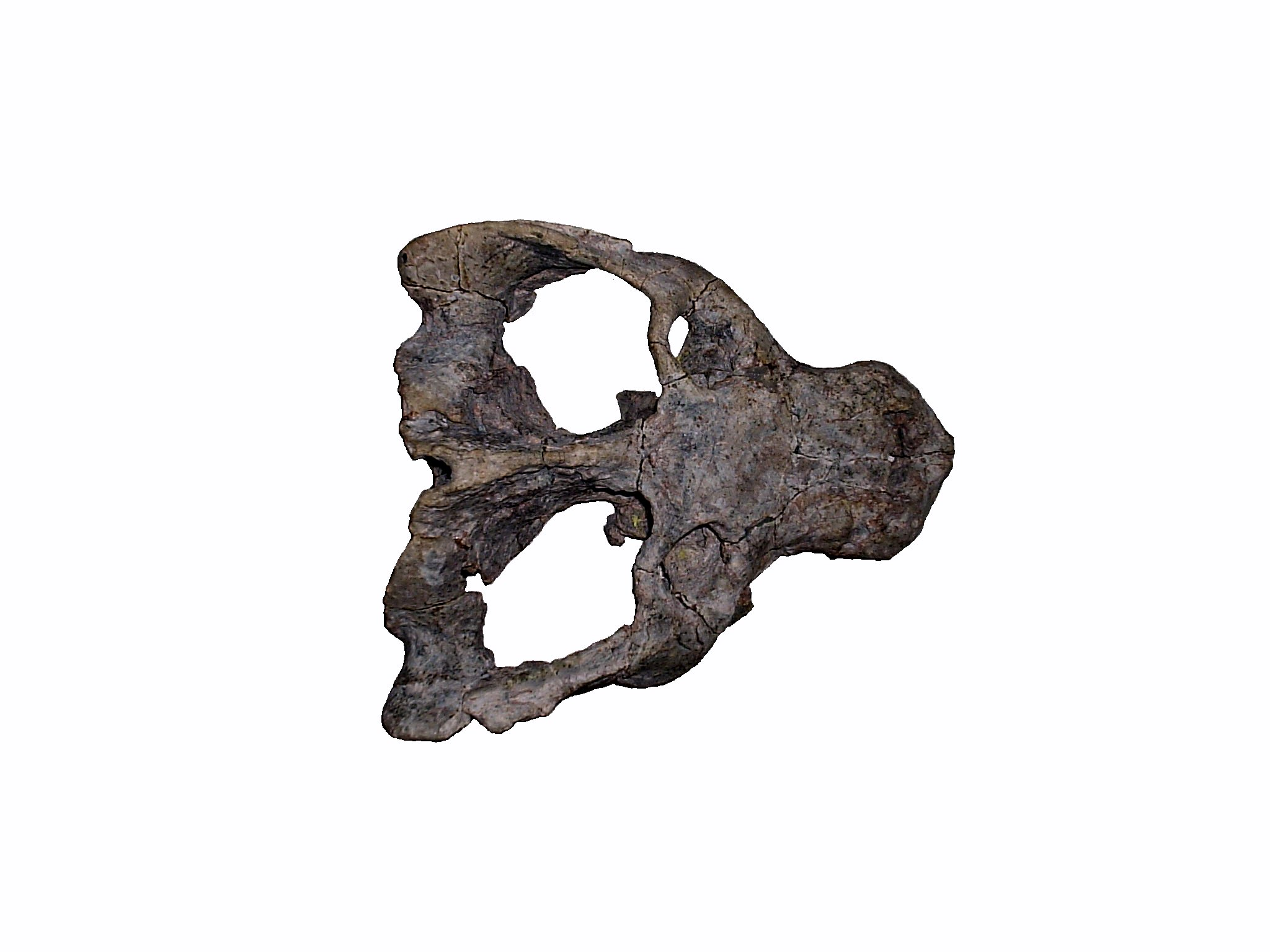
Fósil de exaeretodonte recogido por Sergio Kaminski en Santa María.

Santa María es sede una de las mayores universidades públicas de Brasil, la Universidad Federal de Santa María (UFSM), que consta actualmente con más de 15 000 alumnos en sus cursos de graduación y posgrado.
Santa María también es conocida como Ciudad Cultura (por la presencia de numerosas universidades y facultades) y Ciudad Corazón de Río Grande del Sur (por su localización geográfica).
El 27 de enero de 2013, la ciudad se hizo tristemente conocida internacionalmente cuando se produjo un trágico incendio en una discoteca que causó la muerte de 242 jóvenes. Este hecho es el más grave en la historia del estado de Río Grande Do Sul y entre los primeros de la historia de Brasil.

## Museos
- Museo Educativo Gama D'Eça (tiene fósiles de la Paleorrota).
- Museo Vicente Pallotti (tiene fósiles de la Paleorrota).

## Paleontología
La ciudad comenzó el geoparque de Paleorrota con eje temático en la paleontología en Rio Grande do Sul y de Brasil. En 1902 se recogió un rincosaurio, que sería el primer fósil de América del Sur. El paleontólogo Llewellyn Ivor Price era un nativo de Santa María y fue uno de los primeros paleontólogos de Brasil. Él mismo descubrió el primer dinosaurio brasileño que recibe el nombre de estauricosaurio. La ciudad se halla sobre un enorme depósito de fósiles, por lo que cuenta con más de veinte sitios paleontológicos.